# 1345 Potomac
1345 Potomac (1908 CG) là một tiểu hành tinh nằm phía ngoài của vành đai chính được phát hiện ngày 4 tháng 2 năm 1908 bởi J. H. Metcalf ở Taunton.